# Ruillé-en-Champagne
 Ruillé-en-Champagne  es una población y comuna francesa, situada en la región de Países del Loira, departamento de Sarthe, en el distrito de Mamers y cantón de Conlie.

## Demografía
| 402 | 355 | 327 | 281 | 262 | 289 |
| Para los censos de 1962 a 1999 la población legal corresponde a la población sin duplicidades (Fuente: INSEE [Consultar]) |     |     |     |     |     |